# Замок Тропштын
Замок Тропштын (пол. Zamek Tropsztyn) — реконструированный оборонительный замок, возведенный на крутом полуострове, окруженном с трех сторон водами реки Дунаец. История замка тесно связана с селом Тропе, расположенном на противоположном берегу.

## Название
Старый Тропштын также называли «замком на Завроче» или «в Вытшищце», «Рожкувом» и «Рогштайном».

## История

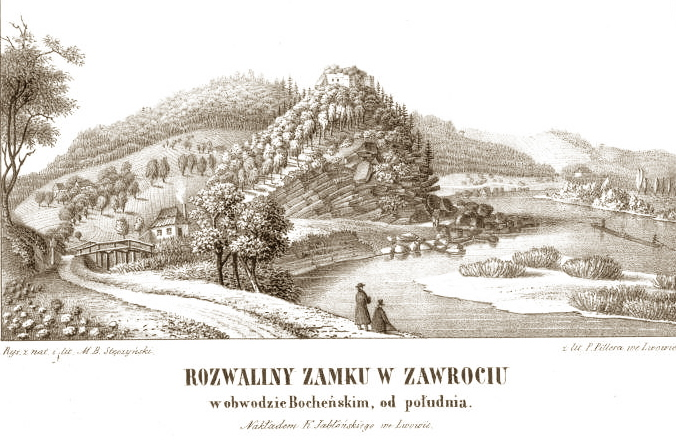
Замок Тропштын. Мацей Богуш Стешиньский, 1847

Замок, вероятно, был построен в первой половине XIII века по инициативе рода Осморогов. Первое упоминание о нем датируется 1231 годом. Первые каменные постройки здесь были, вероятно, построены в XIV веке.
В 1390 году было упомянут рыцарь Хебда из Тропштына герба Старыконь, который женился на Зохне Гералтовне герба Осморог-Гералтов. В 1535 году Прокоп Хебда был вынужден передать замок сандомирскому каштеляну Петру Кмите (вследствие королевского приказа — контрреформация). В 1541 году замок был собственностью рода Робковских (родственных по женской линии роду Гералтов). В 1556 году он уже находился в собственности рода Габаньских герба Янина. В 1574 году, во время контрреформации, замок разрушили владельцы Рожнувского замка в связи с нападениями, которые осуществлялись из замка. В 1581 году замок принадлежал роду Лычков, а в XVII веке — Зборовских. Уже в 1608 году замок описывали как руина. В 1863 году сондецкий историк Щенсны Моравский провел первые археологические раскопки на замке.
В 1970 году владельцем руин замка стал Анджей Бенеш. После 1993 года замок был восстановлен и открыт для посещения туристами. В 1997—1998 годах были построены внешние стены и восстановлена восточная брама. В 1998—1999 годах была восстановлена форма вторичной въездной брамы XVI века.

## Архитектура
В XIV веке замок состоял из каменной стены по периметру и деревянной застройки внутри. Ворота располагались с севера.
На рубеже XIV/XV веков с юга был построен готический дом. Впоследствии с северо-западной стороны была построена пятиэтажная оборонительная башня.
В XVI веке с северной стороны был построен новый репрезентационный жилой дом. Тогда же были построены новые ворота с западной стороны.

## В культуре
Замок Тропштын появляется в польском сериале «Корона королей».

## Галерея

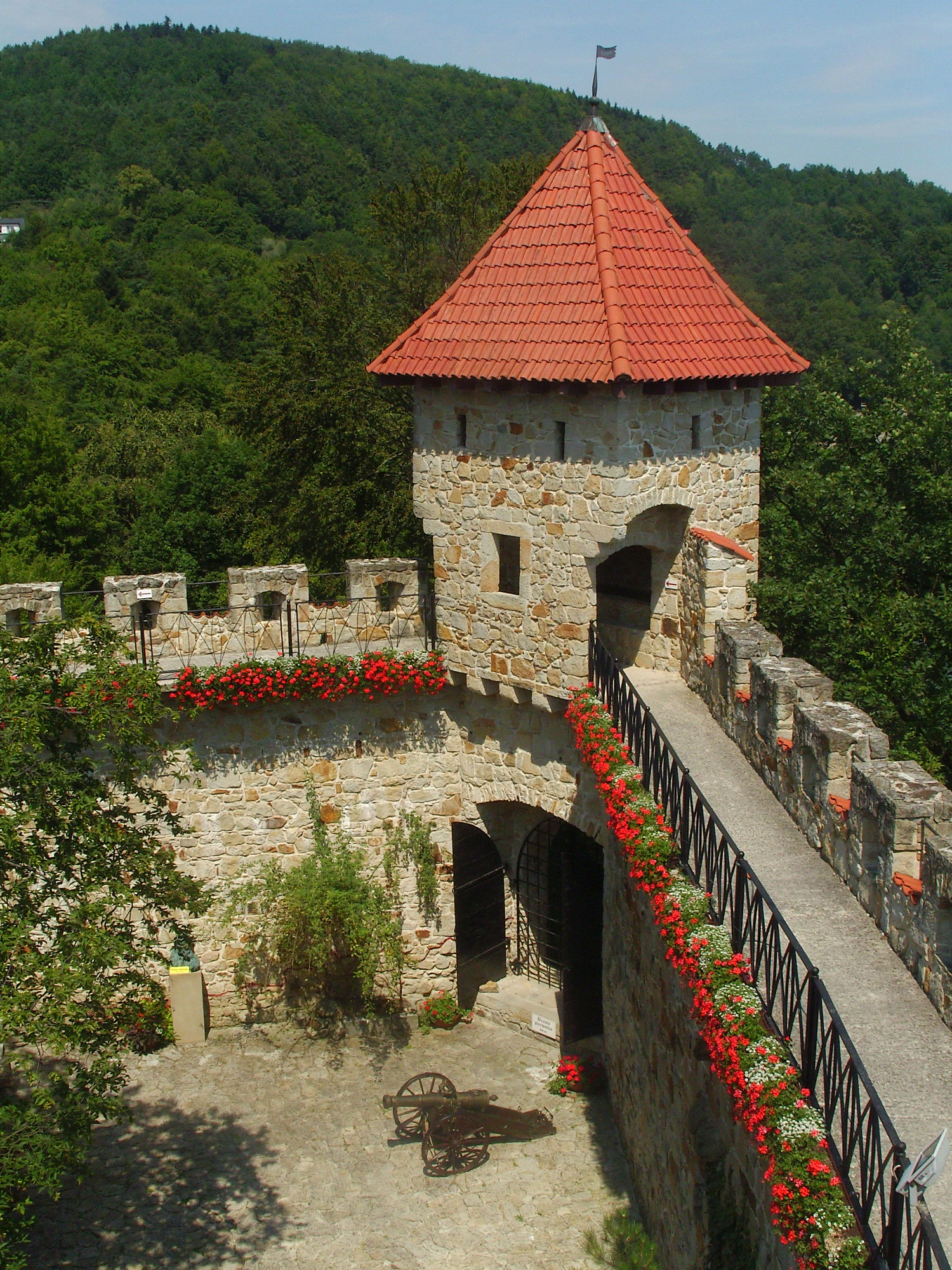
Вид на замковый двор с башни
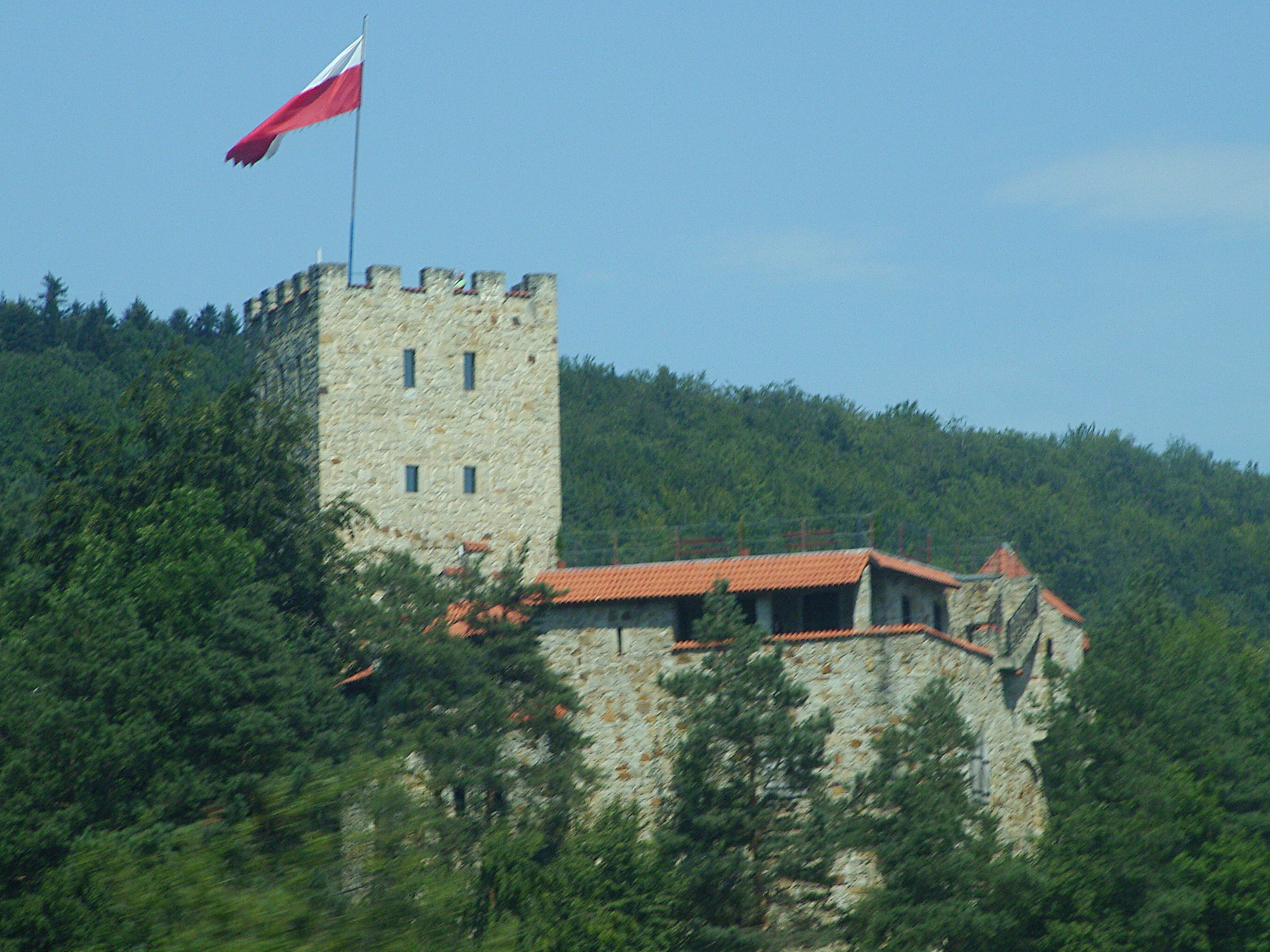
Вид замка
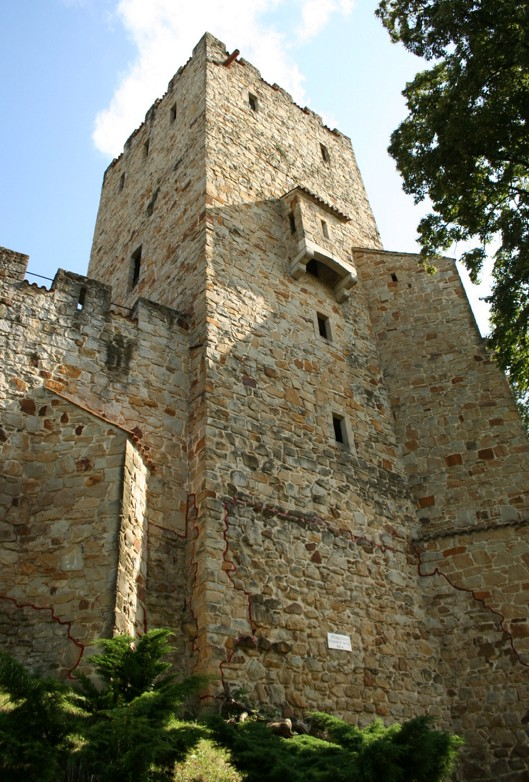
башня замка